# San Jose (Antique)
San Jose ist eine philippinische Stadtgemeinde in der Provinz Antique. Sie hat 57847 Einwohner (Zensus 1. August 2015). San Jose ist Sitz der Provinzregierung der Provinz Antique sowie des römisch-katholischen Bistums San Jose de Antique.

## Baranggays
San Jose ist politisch unterteilt in 28 Baranggays.
| - Atabay - Badiang - Barangay 1 (Pob.) - Barangay 2 (Pob.) - Barangay 3 (Pob.) - Barangay 4 (Pob.) - Barangay 5 (Pob.) - Barangay 6 (Pob.) - Barangay 7 (Pob.) - Barangay 8 (Pob.) - Bariri - Bugarot (Catungan-Bugarot) - Cansadan (Cansadan-Tubudan) - Durog | - Funda-Dalipe - Igbonglo - Inabasan - Madrangca - Magcalon - Malaiba - Maybato Norte - Maybato Sur - Mojon - Pantao - San Angel - San Fernando - San Pedro - Supa |

## Sprachen
Der meistgesprochene Dialekt in der Provinz Antique ist Kinaray-a.

## Persönlichkeiten
- Louis Zotz gründete 1959 in San Jose das „St. Anthony’s College“, eine staatlich anerkannte katholische Hochschule, die verschiedene geistes- und naturwissenschaftliche Studiengänge anbietet.[1]
- Jose Romeo Orquejo Lazo, römisch-katholischer Geistlicher, Erzbischof von Jaro, 1949 in San Jose geboren